# Хадза (мова)
Хадза — ізольована мова народу хадза, поширена на південному березі озера Еясі в Танзанії, число мовців є невеликим, однак використовується активно, більшість дітей її вивчає.
Мову хадза разом із сусідньою — сандаве — переважно відносять до койсанських мов через те, що в її консонантизмі є чимало клацаючих приголосних. Певну схожість вчені помітили з некласифікованою мовою оропом.